# Ammothella spinifera
Ammothella spinifera là một loài nhện biển trong họ Ammotheidae. Loài này thuộc chi Ammothella. Ammothella spinifera được miêu tả khoa học năm 1904 bởi Cole.